# Federación Navarra de Pelota
La Federación Navarra de Pelota, de forma acrónima FNPV, es el organismo rector de la pelota en la Comunidad Foral de Navarra.

## Junta directiva
Su actual presidente es Javier Conde Zanduera, que ya estuvo anteriormente en el cargo.

## Sede
Federación Navarra de Pelota tiene su sede en el Frontón Labrit de Pamplona.